# Trọng Đinh
Trọng Đinh (chữ Hán: 重丁, trị vì: 1562 TCN-1550 TCN), tên thật Tử Trang (子庄), là vua thứ 10 nhà Thương trong lịch sử Trung Quốc.

## Thân thế
Trọng Đinh là con của Thái Mậu (太戊) – vua thứ chín nhà Thương. Khoảng năm 1563 TCN, Thái Mậu qua đời, Trọng Đinh lên nối ngôi.

## Trị vì
Ngay khi lên làm vua, Trọng Đinh đã rời đô sang đất Ngao (隞). Trong năm thứ 6 ông tấn công tộc Lam Xích (蓝夷)
Khoảng năm 1550 TCN, Trọng Đinh qua đời, ở ngôi tất cả 13 năm (các nguồn khác nói là 11 hoặc 9 năm). Em ông là Ngoại Nhâm (外壬) lên nối ngôi .
Giáp cốt văn khai quật tại Ân Khư ghi ông là vua thứ chín của nhà Thương kế nghiệp chú là Ung Kỷ (卜丙), được đặt tên sau khi chết là Tam Tổ Đinh (三祖丁) và được nối ngôi bởi em là Ngoại Nhâm .